# Redland, Maryland
Redland är en ort i Montgomery County i delstaten Maryland, USA.